# Tuclame
Tuclame é uma comuna da província de Córdoba, na Argentina.